# Czas słoneczny

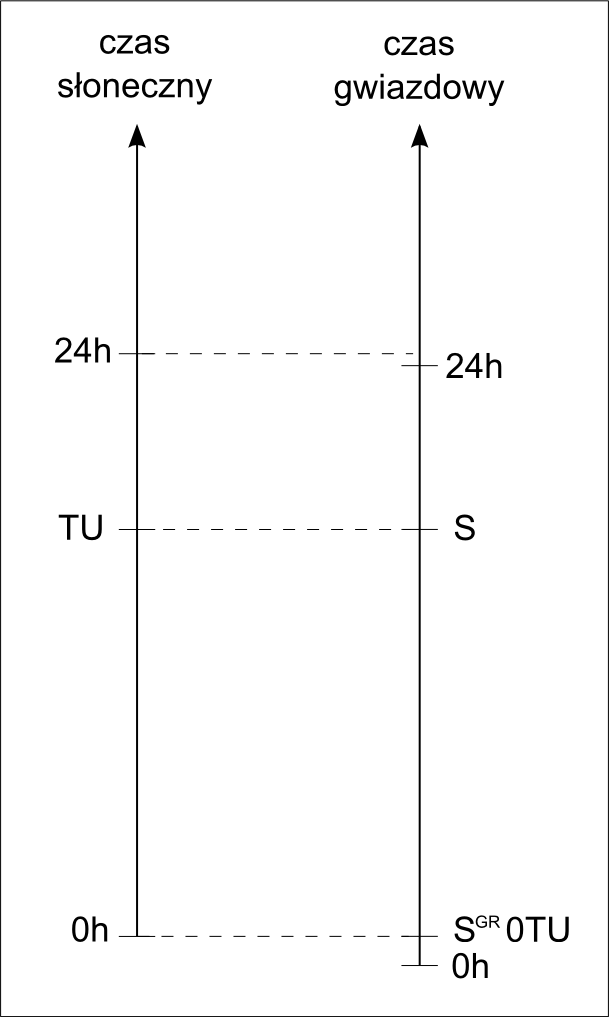
Porównanie czasu skali czasu gwiazdowego i słonecznego

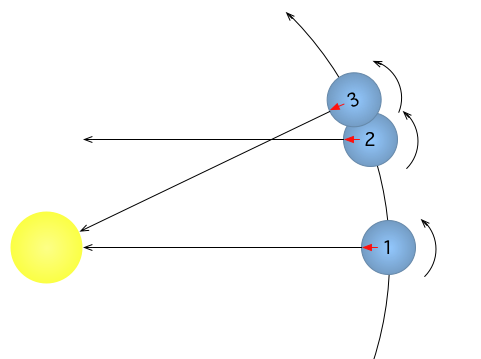
Schematyczny rysunek wyjaśniający różnicę między dobą gwiazdową a słoneczną: 1-2-doba gwiazdowa; 1-3-doba słoneczna

Czas słoneczny (czas solarny) – czas wynikający bezpośrednio z pozycji Słońca na niebie. Istnieją dwa rodzaje czasu słonecznego: prawdziwy i średni. Prawdziwy czas słoneczny definiowany jest jako kąt godzinny Słońca powiększony o 12 godzin.
Określone według czasu słonecznego południe prawdziwe następuje zawsze podczas górowania Słońca, gdy znajduje się ono nad lokalnym południkiem ziemskim, a północ podczas dołowania Słońca.
Czas prawdziwy słoneczny jest czasem płynącym niejednostajnie. Istnieją dwa powody dla których kąt godzinny Słońca nie narasta jednostajnie w czasie. Pierwszy związany jest z faktem, że Słońce na niebie porusza się po ekliptyce, która jest nachylona względem równika niebieskiego, co powoduje, że jego ruch rzutowany na płaszczyznę równika niebieskiego jest ruchem niejednostajnym. Drugi powód wynika z ekscentryczności orbity ziemskiej, co powoduje, że ruch Słońca po samej ekliptyce jest także niejednostajny. Do tego występują wahania prędkości obrotowej Ziemi.
Aby uniknąć efektów niejednostajności prawdziwego czasu słonecznego wprowadza się jego postać uśrednioną, średni czas słoneczny, który jest definiowany jako kąt godzinny Słońca średniego powiększony o 12 godzin. Słońce średnie jest tutaj punktem matematycznym poruszającym się w sposób jednostajny po równiku niebieskim. Używany przez nas w życiu codziennym czas urzędowy jest oparty właśnie na średnim czasie słonecznym.
Czas słoneczny jest o tyle wygodny, że do jego pomiaru wystarczy obserwacja ruchu Słońca. Ten sposób pomiaru okazał się jednak niedostateczny wobec coraz szybszego przemieszczania się ludzi. Aby uzyskać bieżący czas lokalny, osoby podróżujące na wschód lub zachód musiałyby przestawiać zegarki o minutę (do przodu w przypadku podróży na wschód i do tyłu, w przypadku podróży na zachód) na każde ćwierć stopnia długości geograficznej, czyli co około 28 km w przypadku okolic równika, a na średnich szerokościach geograficznych, jak np. w Polsce – co około 19 km. Wobec tej niedogodności wprowadzony został czas strefowy.